# Nivram
Pour les articles homonymes, voir Los Nivram.

Nivram est un standard instrumental du groupe britannique The Shadows.
Il fut composé par trois des membres du groupe, Hank Marvin, Bruce Welch et Jet Harris.
Publié sur leur premier album en 1961, ce titre est le seul morceau des Shadows à avoir été joué sur une guitare Gretch Country Gentleman, en lieu et place de la célèbre Fender Stratocaster popularisée en Europe par Hank Marvin. Il s'agit d'un morceau jazzy, assez différent du répertoire pop/rock qui fit des Shadows le groupe le plus populaire au monde jusqu'à l'arrivée des Beatles.
Il est cependant resté célèbre, est devenu un standard du genre et un des titres les plus réclamé par les fans en concert. Le titre est tout simplement le nom « Marvin » épelé à l'envers...
Outre la version originale, on trouve diverses versions live de ce titre (en 1969, sur l'album "The Shadows Live in Japan", en 1975 sur l'album "The Shadows Live at the Paris Olympia", en 1978 sur l'album live « Thank You Very Much » au Palladium de Londres avec Cliff Richard, ou encore sur le cd et dvd "The Shadows' Farewell Tour", enregistré en 2004).
Une version produite par Jeff Lynne fut enregistrée en duo par Hank Marvin et Mark Knopfler en 1993, sur le même disque qu'une version d'un autre standard des Shadows, Wonderful Land.